# Washbrook
Washbrook – wieś w Anglii, w hrabstwie Suffolk, w dystrykcie Babergh, w civil parish Copdock and Washbrook. We wsi znajduje się kościół. Wieś położona jest 5,6 km od Ipswich. W 2015 miejscowość liczyła 528 mieszkańców.